# IV of Spades
IV of Spades (с англ. — «четверка пик») — филиппинская рок-группа из Манильской агломерации, в состав которой входили вокалист, басист и клавишник Зилд Бенитес, вокалист и ведущий гитарист Бластер Силонга и барабанщик Баджао де Кастро. Unique был ведущим вокалистом и ритм-гитаристом группы, пока не покинул её в 2018 году. Группа впервые получила известность после выпуска своего 4-го сингла «Mundo». Первый альбом ClapClapClap! был выпущен 18 января 2019 года. 21 августа 2020 года группа взяла бессрочный перерыв. 
Их музыкальный стиль местная пресса описывала как «поп-фанк» и фанк-рок. Группа IV of Spades была номинирована на несколько музыкальных премий как на Филиппинах, так и за рубежом. Группа также известна своими нарядами, вдохновленными стилем 1970-х годов. Участники группы ссылались на различные музыкальные группы и исполнителей, оказавших влияние на них, включая ABBA, Kings of Leon, Tame Impala, My Chemical Romance, Radiohead и Jet.

## Дискография
Смотри статью «Дискография IV of Spades» в англ. разделе.
- ClapClapClap! (2019)